# Circus Mircus
Circus Mircus (georgisch ცირკუს მირკუსი) ist eine georgische Rockband, welche aus vier Mitgliedern besteht. Sie vertraten Georgien beim Eurovision Song Contest 2022 mit dem Song Lock Me In.

## Geschichte
Die Gruppe wurde Ende 2020 gegründet. Die Identitäten der Musiker werden verschwiegen und verstecken sich hinter den Pseudonymen Damocles Stavriadis, Igor Von Lichtenstein, Bavonc Gevorkyan und Iago Waitman. Es gibt aber Vermutungen, dass Nika Kocharov & Young Georgian Lolitaz die Wahren Identitäten von Circus Mircus sind. Sie geben dabei an, von einer Zirkusschule in Tiflis zu stammen, aber nicht gut genug für den Zirkus waren und daher eine Band gründeten. Die Gruppe veröffentlichte einige Songs im Pop- und Rock-Bereich mitsamt künstlerischer Musikvideos, probierte aber auch schon experimentelle Musik aus. Ihre Liveauftritte fanden in „kreativen“ Verkleidungen statt. Die Band sagt zudem, das Circus Mircus eine Gemeinschaft von Menschen ist, die ihr Bedürfnis teilen, etwas Außergewöhnliches zu erschaffen.
Ihr Song Weather Support wurde dazu für den Electronauts Award in der Kategorie Bestes Musikvideo nominiert.

## Eurovision Song Contest
Am 14. November 2021 wurden Circus Mircus vom Öffentlichen Rundfunk Georgiens ausgewählt, Georgien beim Eurovision Song Contest 2022 in Turin zu vertreten. Am 9. März 2022 wurde ihr Song Lock Me In veröffentlicht. Die Band konnte mit ihm nur 22 Punkte holen, womit sie im zweiten Halbfinale nur den letzten Platz holte und damit ausschied.

## Diskografie

### Alben
- 2023: Furore/Fiasco

### EPs
- 2020: Circus Mircus

### Singles
- 2020: The Ode to the Bishkek Stone
- 2021: Semi-Pro
- 2021: Better Late
- 2021: Weather Support
- 2021: Rocha
- 2021: 23:34
- 2021: Musicien
- 2022: Lock Me In
- 2022: Love Letters
- 2022: Soul Pop
- 2022: Realizo (feat. Blolbrst & Tato Rusia)
- 2022: Lizard in a Fish Tank (feat. Qaji Todia)
- 2023: Pin-Drop Mind
- 2023: Up Is Down
- 2023: ამერიკის ხმა (Voice of America)